# Blackpink House
Blackpink House (Koreaans: 블핑하우스; romanisatie: Beulping Hauseu) was een Zuid-Koreaanse reality-reeks over de vier leden van de populaire K-popgroep Blackpink. Het desbetreffende huis is gelegen in Seoel, Zuid-Korea. De reeks gaat over de vier leden van Blackpink, Jisoo, Jennie, Lisa en Rosé, en wat ze doen in hun vakantie en dagelijkse leven.
De serie heeft 12 afleveringen en werd uitgezonden op de Zuid-Koreaanse zender JTBC. De afleveringen werden uitgezonden tussen 6 januari en 17 augustus 2018. De serie is te zien op YouTube.
De serie werd gemaakt tijdens een zomervakantie die de leden kregen om de stress van hun werk te verlichten. Het huis is speciaal voor de serie gebouwd en is helemaal in het thema van roze. De meisjes hebben er gewoond tijdens een vakantie van 100 dagen.
Blackpink House is niet de eerste realityreeks die het agentschap van Blackpink, YG Entertainment, maakt over zijn artiesten. Voor Blackpink waren andere groepen aan de beurt zoals BigBang, 2NE1 en Winner.